# Nagykereki
Nagykereki là một thị trấn thuộc hạt Hajdú-Bihar, Hungary. Thị trấn này có diện tích 37,27 km², dân số năm 2010 là 1193 người, mật độ 32 người/km².